# 25-ös busz (Szombathely, –2012)
A szombathelyi 25-ös jelzésű autóbusz a Vasútállomás és az Olad, autóbusz-forduló megállóhelyek között közlekedett 2012-ig. A vonalon Credo BN 12 és Ikarus 263 típusú szólóbuszok, ritkán Ikarus 280 csuklósbusz közlekedett. A vonalat a Vasi Volán Zrt. üzemeltette.
A járat összehangoltan közlekedett az 5-ös jelzésű viszonylattal. Megszűnése óta az 5-ös busz helyettesíti ritkábban.

## Közlekedése
Csak munkanapokon közlekedett a délutáni csúcsidő végéig.

## Útvonala
| Olad, autóbusz-forduló felé | Vasútállomás felé |
| --- | --- |
| Vasútállomás – Szelestey László utca – Petőfi Sándor utca – Paragvári utca – Szűrcsapó utca – Rohonci út – Dolgozók útja – Ernuszt Kelemen utca – Szabadföldi utca – Olad, autóbusz-forduló | Olad, autóbusz-forduló – Szabadföldi utca – Ernuszt Kelemen utca – Dolgozók útja – Rohonci út – Szűrcsapó utca – Paragvári utca – Petőfi Sándor utca – Király utca – Széll Kálmán utca – Vasútállomás |

## Megállóhelyei
| 25 (Vasútállomás – Olad, autóbusz-forduló) | 25 (Vasútállomás – Olad, autóbusz-forduló) | 25 (Vasútállomás – Olad, autóbusz-forduló)                                         | 25 (Vasútállomás – Olad, autóbusz-forduló) | 25 (Vasútállomás – Olad, autóbusz-forduló) | 25 (Vasútállomás – Olad, autóbusz-forduló)   | 25 (Vasútállomás – Olad, autóbusz-forduló) | 25 (Vasútállomás – Olad, autóbusz-forduló) |
| Perc (↓)                                   | Perc (↓)                                   | Megállóhely                                                                        | Perc (↑)                                   | Perc (↑)                                   | Átszállási lehetőségek                       | Fontosabb létesítmények |                                            |
| ------------------------------------------ | ------------------------------------------ | ---------------------------------------------------------------------------------- | ------------------------------------------ | ------------------------------------------ | -------------------------------------------- | --- | ------------------------------------------ |
| 0                                          | 0                                          | Vasútállomás                                                                       | 20                                         | 16                                         | 1, 1A, 1C, 1U, 2A, 2C, 3, 5, 6, 7, 8, 21, 26 | Szombathely Helyi autóbusz-állomás, Éhen Gyula tér |                                            |
| 2                                          | 2                                          | Szelestey László utca 27.                                                          | ∫                                          | ∫                                          | 1, 1C, 1U                                    | |                                            |
| ∫                                          | ∫                                          | 56-osok tere (Széll Kálmán utca)                                                   | 19                                         | 15                                         | 1, 2A, 3, 6                                  | 56-osok tere, Vámhivatal, Földhivatal, Államkincstár, Gyermekotthon |                                            |
| 3                                          | 3                                          | SZTK (Szelestey utca) (Jelenleg: Március 15. tér)                                  | ∫                                          | ∫                                          | 1, 1C, 1U                                    | SZTK, Március 15. tér, Agora Művelődési és Sportház |                                            |
| ∫                                          | ∫                                          | MÁV Zrt. Területi Igazgatóság (Jelenleg: Savaria Nagyszálló)                       | 17                                         | 14                                         | 1, 1C, 1U                                    | MÁV Zrt. Területi Igazgatóság, Savaria Nagyszálló, Mártírok tere, Savaria Mozi, Savaria Múzeum                                                                          |                                            |
| 5                                          | 4                                          | Berzsenyi Könyvtár                                                                 | 15                                         | 12                                         | 1, 1C, 1U                                    | Berzsenyi Dániel Könyvtár, Petőfi Üzletház, A 14 emeletes épület, Domonkos rendház, Nemzeti Adó- és Vámhivatal, Paragvári utcai Általános Iskola, Dr. Antall József tér |                                            |
| 6                                          | 5                                          | Paragvári utcai Általános Iskola                                                   | 14                                         | 11                                         | 1, 1C                                        | Paragvári utcai Általános Iskola, Deák Ferenc utcai rendelő |                                            |
| 7                                          | 7                                          | Horváth Boldizsár körút (Jelenleg: Dr. István Lajos körút)                         | 13                                         | 10                                         | 1, 1C                                        | Markusovszky Kórház, Nővér szálló, Vérellátó, Tüdőszűrő |                                            |
| 9                                          | 8                                          | Művészeti Gimnázium (Szűrcsapó utca)) (↓) Művészeti Gimnázium (Paragvári utca) (↑) | 11                                         | 9                                          | 1, 1C, 2A, 2C, 9                             | Művészeti Gimnázium |                                            |
| 11                                         | 9                                          | Szabó Miklós utca (Jelenleg: Derkovits Gyula Általános Iskola)                     | 10                                         | 8                                          | 2A, 2C, 9                                    | Derkovits Gyula Általános Iskola |                                            |
| 12                                         | 10                                         | Derkovits Bevásárlóközpont                                                         | 9                                          | 7                                          | 2A, 2C, 9                                    | Derkovits Bevásárlóközpont, Órásház, Bolyai János Gyakorló Általános Iskola és Gimnázium                                                                                |                                            |
| 14                                         | 11                                         | Perint híd                                                                         | 7                                          | 5                                          | 3, 9                                         | Sportliget |                                            |
| 16                                         | 12                                         | Árkádia Bevásárlóközpont                                                           | 5                                          | 4                                          | 3                                            | Árkádia Bevásárlóközpont, Sportliget |                                            |
| 17                                         | 13                                         | Dugovics Titusz utca                                                               | 3                                          | 3                                          | 3                                            | |                                            |
| 18                                         | 14                                         | Olad, bejárati út                                                                  | 2                                          | 2                                          |                                              | |                                            |
| 19                                         | 15                                         | Ernuszt Kelemen utca 25.                                                           | 1                                          | 1                                          |                                              | Herman Ottó Szakközépiskola |                                            |
| 20                                         | 16                                         | Olad, autóbusz-forduló                                                             | 0                                          | 0                                          |                                              | Oladi Szentháromság templom, Weöres Sándor Óvoda |                                            |

1. 1 2  Tanszüneti munkanapokon a második menetidő oszlopban található menetidő volt érvényes!

## Menetrend

### Vasútállomástól indult
| Óra | Munkanapokon | Tanszüneti munkanapokon |
| --- | ------------ | ----------------------- |
| 5   | 25           | 25                      |
| 6   | 05, 45       | 45                      |
| 7   | 25           | -                       |
| 8   | 25           | 05                      |
| 9   | 45           | 25                      |
| 10  | -            | 45                      |
| 11  | 05           | -                       |
| 12  | 25           | 05                      |
| 13  | 25           | 25                      |
| 14  | 05, 45       | 45                      |
| 15  | 25           | -                       |
| 16  | 05, 45       | 05                      |
| 17  | -            | 25                      |
| 18  | -            | 45                      |

A dőlt és kiemelt járat megállt a Herman Ottó Szakközépiskola megállóhelynél is.

### Olad, autóbusz fordulótól indult
| Óra | Munkanapokon | Tanszüneti munkanapokon |
| --- | ------------ | ----------------------- |
| 5   | 45           | 45                      |
| 6   | 25           | -                       |
| 7   | 05, 45       | 05                      |
| 8   | 45           | 25                      |
| 9   | -            | 45                      |
| 10  | 05           | -                       |
| 11  | 25           | 05                      |
| 12  | 45           | 25                      |
| 13  | 45           | 45                      |
| 14  | 25           | -                       |
| 15  | 05, 45       | 05                      |
| 16  | 25           | 25                      |
| 17  | 05           | 45                      |
| 19  | -            | 05                      |